# Những ngôi sao bóng đá
Những ngôi sao bóng đá (tiếng Nga: Футбольные звёзды) là một bộ phim hoạt hình khai thác đề tài thể thao của đạo diễn Boris Dyozhkin, ra mắt lần đầu năm 1974.